# وینوگرادتس
وینوگرادتس (به لاتین: Vinogradets) یک منطقهٔ مسکونی در بلغارستان است که در Septemvri Municipality واقع شده‌است. وینوگرادتس ۱٬۴۴۸ نفر جمعیت دارد و ۲۹۴ متر بالاتر از سطح دریا واقع شده‌است.